# Pont d'Alet-les-Bains
Pour les articles homonymes, voir Pont du Diable.
Le pont d'Alet-les-Bains est un pont permettant de franchir l'Aude à Alet-les-Bains, dans le département français de l'Aude.

## Historique
Au XIVe siècle, les consuls d'Alet ont obtenu du roi la suspension du droit de barragium (octroi) qui était destiné à financer le pont. Un pont existait à Alet pour franchir l'Aude, à proximité ou à l'emplacement du pont actuel avant le XVIIe siècle.
Les archives mentionnent que le vieux pont d'Alet fut emporté par la grande crue du 16 novembre 1625.
La reconstruction est confiée au maître-maçon Pierre Pichon et commencée dès 1627. Le pont est terminé en 1640, date à laquelle il est désigné comme constructeur du pont d'Alet et désigné pour expertiser les dégâts sur le pont d'Espéraza.

## Description
Le pont en maçonnerie comprend quatre arches dont les ouvertures successives sont de 11,20 m, 20,50 m, 20,70 m, 20,80 m.
Les piles dans le lit de l'Aude sont protégées par des avant-becs et des arrière-becs. Les épaisseurs des piles sont de 6,10 m.
La largeur totale du tablier au niveau des parapets est de 5,20 m.

## Protection
Le pont est classé au titre des monuments historiques par arrêté du 23 novembre 1942.